# Régis Martin-Binachon
Pour les articles homonymes, voir Binachon.
Régis Martin-Binachon est un homme politique français né le 25 septembre 1865 au Puy-en-Velay (Haute-Loire) et décédé le 1er septembre 1938 à Saint-Hilaire-de-Talmont (Vendée)

## Biographie
D'abord officier de la marine militaire, il s'oriente après son mariage vers l'industrie. Maire de Pont-Salomon, il est aussi conseiller général. Il est sénateur de la Haute-Loire de 1924 à 1938, et siège au groupe de la Gauche démocratique. Il s'intéresse beaucoup aux questions de marine militaire et intervient fréquemment dans les discussions budgétaires.
Il est le frère de Germain Martin, ministre et professeur de droit et de Louis Martin, médecin et bactériologiste membre de l'Académie de médecine et à l'Académie des sciences et le gendre de Joannès Binachon, fils de Fleury Binachon.

## Sources
- « Régis Martin-Binachon », dans le Dictionnaire des parlementaires français (1889-1940), sous la direction de Jean Jolly, PUF, 1960 [détail de l’édition]